# Anhaltisches Karosseriewerk
Das Anhaltische Karosseriewerk war ein deutscher Stellmacherbetrieb, der in Staßfurt-Leopoldshall ansässig war.
Die Firma wurde 1924 gegründet und stellte Karosserien in Kleinserien ausschließlich für die Automobilhersteller Selve und Dürkopp her. Bereits 1925 musste sie ihre Tore wieder schließen.